# 양산 통도사 대광명전 신중탱
양산 통도사 대광명전 신중탱(梁山 通度寺 大光明殿 神衆幀)은 대한민국 경상남도 양산시 통도사 대광명전에 있는 탱화이다. 
1990년 12월 20일 경상남도의 유형문화재 제279호 통도사 대광명전 신중탱화로 지정되었다가, 2018년 12월 20일 현재의 명칭으로 변경되었다.

## 개요
탱화란 천이나 종이에 그림을 그려 족자나 액자 형태로 만들어서 거는 불화의 한 유형이다.
통도사 대광명전의 신중단에 보존되어 있는 이 탱화에는 8금강(8신중:불교의 교리를 수호하는 여덟 무리의 신)과 8보살이 표현되어 있다. 
길이 238cm, 폭 183cm의 크기로, 윗부분 왼쪽에 3금강이 묘사되어 있는데 가운데 있는 금강은 합장을 하고 있고, 나머지 두 금강은 검과 삼지창을 들고 있다. 윗부분 오른쪽에는 합장을 한 4보살이 묘사되어 있으며, 하단에는 합장을 한 5금강이 그려져 있다. 4보살은 얼굴을 풍만하게 그려 넣어 원만한 모습을 하고 있지만 도식적인 묘사에 그치고 있고, 다만 보관의 모양과 색깔을 차별하여 약간 다르게 표현하였다.
조선 순조 4년(1804)에 양공인 개폐와 성인 등이 이 그림을 제작하였다. 

## 같이 보기
- 통도사
- 양산 통도사 대광명전 - 보물 제1827호

## 참고 자료
- 통도사대광명전신중탱화 - 국가유산청 국가유산포털